# Сува Река
Сува Река (алб. Suharekë или Suhareka, или Therandë или Theranda) је градско насеље и седиште истоимене општине у Србији, који се налази у централном делу Косова и Метохије и припада Призренском управном округу. Према попису из 2024. било је 9.896 становника.
Атар насеља се налази на територији катастарске општине Сува Река површине 1921 ha. Сам град је смештен на магистралном путу Приштина—Призрен, на пола пута између Штимља и самог Призрена.

## Историја
Први сачувани писани помен о Сувој Реци је из 1465. године. Млечанин Ђакомо Кантели ди Вињола је 1689. године уписао ово место на свој бакрорез-карту, која се данас чува у Националној библиотеци у Паризу. Осамдесетих година 19. века руски конзул у Призрену затекао је у Сувој Реци девет домова српских Рома.
У месту је постојала стара српска православна црква која је срушена, и српско гробље. На брегу испод села налазила се испосница, у којој су, по једном запису из 1880. године, чуване нечије свете мошти, док су око испоснице биле монашке ћелије. Турци су ову испосницу претворили у текију.
Године 1938. подигнута је нова српска православна црква са кубетом и звоником, Црква Светих Апостола Петра и Павла у Сувој Реци. Крај ње је данашње гробље.
У непосредној близини града се налазе:
- Црква Богородице Одигитрије, коју је 1315. године подигао Милутинов казнац Драгослав и која се налази у селу Мушутишту.
- Црква светог Ђорђа, коју је око 1370. године подигао непознати српски војвода као своју гробну цркву и која се налази у селу Речану.

## Демографија
Према попису из 1981. године град је био већински насељен Албанцима. Након рата 1999. године већина Срба је напустила Суву Реку.
| Етнички састав према попису из 1961.‍ | Етнички састав према попису из 1961.‍ | Етнички састав према попису из 1961.‍ | Етнички састав према попису из 1961.‍ | Етнички састав према попису из 1961.‍ |
| ------------------------------------ | ------------------------------------ | ------------------------------------ | ------------------------------------ | ------------------------------------ |
|                                      |                                      |                                      |                                      |                                      |
| Албанци                              | Албанци                              |                                      | 2.070                                | 76,4%                                |
| Срби                                 | Срби                                 |                                      | 549                                  | 20,3%                                |
| Црногорци                            | Црногорци                            |                                      | 46                                   | 1,7%                                 |
| Укупно: 2.708                        |                                      |                                      |                                      |                                      |

| Етнички састав према попису из 1981.‍ | Етнички састав према попису из 1981.‍ | Етнички састав према попису из 1981.‍ | Етнички састав према попису из 1981.‍ | Етнички састав према попису из 1981.‍ |
| ------------------------------------ | ------------------------------------ | ------------------------------------ | ------------------------------------ | ------------------------------------ |
|                                      |                                      |                                      |                                      |                                      |
| Албанци                              | Албанци                              |                                      | 5.940                                | 89,3%                                |
| Срби                                 | Срби                                 |                                      | 570                                  | 8,6%                                 |
| Роми                                 | Роми                                 |                                      | 55                                   | 0,8%                                 |
| Укупно: 6.653                        |                                      |                                      |                                      |                                      |

| Етнички састав према попису из 2011.‍ | Етнички састав према попису из 2011.‍ | Етнички састав према попису из 2011.‍ | Етнички састав према попису из 2011.‍ | Етнички састав према попису из 2011.‍ |
| ------------------------------------ | ------------------------------------ | ------------------------------------ | ------------------------------------ | ------------------------------------ |
|                                      |                                      |                                      |                                      |                                      |
| Албанци                              | Албанци                              |                                      | 10.272                               | 98,6%                                |
| Ашкалије                             | Ашкалије                             |                                      | 112                                  | 1,1%                                 |
| Укупно: 10.422                       |                                      |                                      |                                      |                                      |

Број становника на пописима:
|             | \| Демографија[4] \| Демографија[4] \| Демографија[4] \| \| Година \| Становника \| Становника \| \| -------------- \| -------------- \| -------------- \| \| 1948. \| 1.715 \| \| \| 1953. \| 2.120 \| \| \| 1961. \| 2.708 \| \| \| 1971. \| 4.148 \| \| \| 1981. \| 6.653 \| \| \| 1991. \| 10.497 \| \| |            |
| Демографија | |            |
| Година      | Становника | Становника |
| 1948.       | 1.715 |            |
| 1953.       | 2.120 |            |
| 1961.       | 2.708 |            |
| 1971.       | 4.148 |            |
| 1981.       | 6.653 |            |
| 1991.       | 10.497 |            |